# Тлеубаев, Леонид Рахимжанович
Леони́д Рахимжа́нович Тлеуба́ев (каз. Леонид Рақымжанұлы Тілеубаев; 7 июня 1950, Токаревка, Карагандинская область — 9 мая 2023, Караганда) — советский и казахстанский боксёр и тренер, призёр чемпионата СССР, мастер спорта СССР, Заслуженный тренер СССР (1991), Заслуженный тренер Республики Казахстан (2003).

## Биография
Родился в посёлке Токаревка Карагандинской области (ныне посёлок Габидена Мустафина) в семье военнослужащего.
Мечтая стать футболистом, после окончания школы поступил в техникум физкультуры и спорта в Караганде и уже там решил стать боксёром. Первым тренером Тлеубаева был мастер спорта Казбек Ашляев. Чемпион СССР среди юниоров в весе до 63,5 килограмм. Четырёхкратный чемпион Казахской ССР.
В 1971 году участвовал в матче СССР — США. Проиграл свой бой против Джесси Вальдеса.
Удостоен звания лучший боксёр Казахстана (1973).
В 1974 году участвовал в чемпионате СССР по боксу во втором полусреднем весе от спортивного общества «Вооружённые силы» (Фрунзе, Киргизская ССР), на котором выиграл бронзовую медаль.
После завершения спортивной карьеры занялся тренерской деятельностью.
Окончил факультет физического воспитания Карагандинского педагогического института (ныне часть КарГУ).
Умер 9 мая 2023 года.

## Звания и награды
- Мастер спорта СССР по боксу
- Заслуженный тренер СССР (1991)
- Заслуженный тренер Республики Казахстан (2003)
- Медаль «Ветеран казахстанского бокса»[1]
- Нагрудный знак «Почётный спортивный работник» (Казахстан)[1]

## Спортивные результаты
- Чемпионат СССР по боксу 1974 года — ;

## Известные воспитанники
- Нурказов, Серик Токенович — чемпион Европы, серебряный призёр Кубка мира[1][2]
- Есжанов, Бейбут Беркутович — чемпион СССР, бронзовый призёр чемпионата Мира и Европы[1][2]

Являлся одним из тренеров Эдгарда Запашного, участвовавшего в телешоу «Король ринга».